# Sammy Price
Sammy Price, all'anagrafe Samuel Blythe Price (Honey Grove, 6 ottobre 1908 – New York, 14 aprile 1992), è stato un pianista jazz, boogie-woogie e jump blues statunitense.
È stato particolarmente noto per i lavori, pubblicati dalla Decca Records, con la sua band, noti come i Texas Bluesicians, che comprendeva Don Stovall e Emmett Berry. Altrettanto nota è stata la sua decennale collaborazione con Red Allen.
All'inizio della sua carriera, Price si esibì come cantante e come ballerino in locali dell'area di Dallas. Successivamente visse e suonò musica jazz a Kansas City, Chicago e Detroit. Nel 1938 è stato assunto dalla Decca Records come accompagnatore al piano di cantanti quali Trixie Smith e Sister Rosetta Tharpe.
Successivamente, collaborò con il Roosevelt Hotel a New York e nella metà degli anni settanta fu l'intrattenitore principale del Crawdaddy Restaurant, suonando anche con Benny Goodman e Buddy Rich. Negli anni ottanta si trasferì a lavorare a Boston, nel bar del Fairmont Copley Plaza Hotel.
È deceduto in seguito a infarto nell'aprile del 1992, nella sua casa di Harlem, a New York, all'età di 83 anni.